# Giba
Giba (en sard, Giba) és un municipi italià, dins de la província de Sardenya del Sud. L'any 2007 tenia 2.093 habitants. Es troba a la regió de Sulcis-Iglesiente. Limita amb el municipi de Masainas, Piscinas, San Giovanni Suergiu i Tratalias.

## Administració
| Període | Identitat   | Partit        |
| ------- | ----------- | ------------- |
| 2005-   | Learco Fois | Llista Cívica |